# Hasbro Studios
 (janvier 2020).
Allspark est une société américaine spécialisée dans la production et la distribution d'œuvres cinématographiques et télévisuelles créée en 2009 et dont le siège social se situe à Burbank en Californie. Il s'agit d'une filiale de Hasbro. Ses principales productions incluent des adaptations des jeux et jouets Hasbro en films, films d'animation, séries télévisées et séries d'animation, notamment les franchises Transformers, G.I. Joe et My Little Pony. Allspark Pictures et Allspark Animation sont les filiales de Hasbro Studio, la première étant chargée de produire les longs métrages et les séries télévisées et la seconde étant chargée de produire les longs métrages d'animation et les séries d'animation du studio. Hasbro Studios coproduit régulièrement ses films avec les sociétés Universal Pictures Paramount Pictures et Sony

## Historique

### Hasbro cède les droits d'adaptation de ses franchises (1980 - 2008)
Plusieurs œuvres issues des franchises Hasbro ont été adaptées au cinéma et à la télévision avant que Hasbro Studios ne soit crée. En effet, en 1985, le film Cluedo produit par Paramount Pictures sort au cinéma et en 1986 sortent au cinéma les films d'animation La Guerre des robots et Mon petit poney, le film produits par Sunbow Entertainment. En 2007, DreamWorks produit le film Transformers. Paramount Pictures continue ensuite de produire les films issus de la franchise G.I. Joe. De plus, en février 2008, Hasbro cède les droits d'adaptation au cinéma de sept de ses franchises (Monopoly, Bataille navale, Cluedo, Magic : L'Assemblée, Ouija, Stretch Armstrong et Candy Land) pour une durée de six ans à Universal Pictures qui compte alors produire quatre films. Mais en mai de la même année, Hasbro a de nouveau acquis la propriété de certaines ses œuvres par le rachat de Sunbow Entertainment auquel elle avait cédé les droits d'adaptation des marques G.I. Joe, My Little Pony, Littlest Pet Shop et Transformers en 1980.

### Création de Hasbro Studios et développement des franchises (depuis 2009)
La filiale Hasbro Studios est fondée en 2009 pour développer, produire et distribuer des programmes télévisés venant des franchises Hasbro. La société est dès lors présidée par Stephen J. Davis. Le studio commence alors à conclure plusieurs accords pour la diffusion de ses programmes télévisés. En novembre 2010, Hasbro Studios passe notamment un accord avec le groupe canadien Corus Entertainment pour diffuser ses programmes sur les chaînes YTV et Teletoon. Puis, en octobre 2011, c'est avec sept compagnies aériennes internationales que Hasbro Studios conclut des accords pour diffuser ses programmes à bord de leurs avions.
Depuis 2012, Hasbro Studios conclut de multiples accords pour coproduire des programmes télévisés et des films. La première coproduction du studio s'effectue en mars 2012 avec une chaîne d'animation chinoise appartenant au groupe Shanghai Media Group pour adapter en une série télévisée de 52 épisodes la pâte à modeler Play-Doh sous le nom de DoPei Le Doh. À la suite de l'arrêt du développement par Universal Pictures en janvier 2012 des films issus des franchises Hasbro, à l'exception des films Ouija et Battleship, rompant ainsi l'accord passé avec Hasbro et en lui versant plusieurs millions de dollars de pénalité par film non produit, Hasbro se charge de développer le reste des films prévus depuis ses bureaux dans les locaux de Universal Pictures. En conséquence, les sociétés de production Columbia Pictures, Happy Madison Productions et le producteur Adam Sandler négocient avec Hasbro Studios pour développer un film sur Candy Land tandis que Relativity Media tente de faire émerger un film sur Stretch Armstrong finalement abandonné en octobre de l'année suivante. Par ailleurs, Hasbro Studios signe avec Emmett/Furla/Oasis Films un accord de coproduction pour mettre au point trois films en deux ans pour les franchises Monopoly, Action Man et Hungry Hungry Hippos. Plusieurs autres films issus des franchises Hasbro ont été annoncés par diverses compagnies comme en janvier 2014, lorsque 20th Century Fox et Hasbro Studios ont annoncé le développement d'un film basé sur Magic : L'Assemblée, ou en août 2015 quand Hasbro Studios et Warner Bros. annoncent le développement d'un film sur le jeu de rôle Donjons et Dragons ou encore en novembre 2016, lorsque The Weinstein Company envisage de développer un film mettant en scène les peluches Furby. Cependant, la plupart de ces projets ont été annulés par la suite.
Hasbro Studios conclut également des accords avec les sociétés Netflix et YouTube, caractérisées par la diffusion de programmes en flux, pour diffuser des séries d'animation. En effet, en janvier 2016, Netflix acquiert les droits de propriété de Stretch Armstrong pour développer une série d'animation en 26 épisodes. YouTube, quant à elle, diffuse en 2017 la série Hanazuki: Full of Treasures et en janvier 2018, elle diffuse la série d'animation Chomp Squad, mettant en scène des dinosaures.
En août 2015, Hasbro Studios diversifie ses activités par la réalisation d'un album de chansons intitulé Truly Outrageous: A Tribute to Starlight Records pour le film Jem et les Hologrammes en reprenant certaines chansons de la série animée d'origine Jem et les Hologrammes.
En décembre 2015, Hasbro Studios charge Paramount Pictures de distribuer cinq films constituant un univers cinématographique composé des franchises détenues par Hasbro, à savoir, Transformers, G.I. Joe, Micronautes, M.A.S.K, Visionaries et Rom. Les scénaristes Brian K. Vaughan, Michael Chabon, Joe Robert Cole, Nicole Perlman, Geneva Robertson, Cheo Hodari Coker, Francis Daley et Jonathan Goldstein sont alors recrutés pour construire cet univers cinématographique comparable à ceux de Marvel Studos et de DC Entertainment. La plupart de ces scénaristes ont d'ailleurs déjà travaillé sur l'univers cinématographique Marvel. Leur objectif premier est de développer une nouvelle version du premier film G.I. Joe. L'accord entre Hasbro Studios et Paramount Pictures est étendu le 3 novembre 2017 pour cinq ans, cette dernière est alors chargée de la coproduction et de la distribution de nouveaux films et séries télévisées produites par Allspark Pictures et Allspark Animation.

## Organisation

### Direction actuelle
- Vice-président exécutif : Stephen J. Davis
- Vice-président principal, distribution mondiale et développement : Finn Andersen (depuis 2010)
- Vice-présidente, distribution et ventes internationales : Nina Scales
- Directeur des ventes : Nuno I
- Directrice des ventes (Europe, Moyen-Orient et Afrique) : Sheetal Merchant (depuis 2012)
- Directeur des ventes (Amérique du Sud) : Gustavo Gomez (depuis 2014)
- Directeur du développement commercial (Chine) : Gilbert Cheng

### Filiales
- Allspark Pictures, fondée en 2014 à Universal City (Californie), présidée par Greg Mooradian
- Allspark Animation, fondée en 2017, présidée par Meghan McCarthy

## Filmographie

### Longs-métrages
- 2007 : Transformers (en tant que Hasbro)
- 2009 : Transformers 2
- 2009 : G.I. Joe : Le Réveil du Cobra
- 2011 : Transformers 3 : La Face cachée de la Lune
- 2012 : Battleship
- 2013 : G.I. Joe : Conspiration
- 2014 : Transformers : L'Âge de l'extinction
- 2014 : Ouija
- 2015 : Jem et les Hologrammes
- 2016 : Ouija : Les origines
- 2017 : Transformers: The Last Knight
- 2018 : Bumblebee
- 2021 : Snake Eyes de Robert Schwentke
- 2023 : Transformers: Rise of the Beasts

### Longs-métrages d'animation
- 2013 : My Little Pony : Equestria Girls
- 2014 : My Little Pony : Equestria Girls : Rainbow Rocks
- 2015 : My Little Pony : Equestria Girls : Friendship Games
- 2016 : My Little Pony : Equestria Girls : Legend of Everfree
- 2017 : My Little Pony, le film
- 2024 : Transformers : Le Commencement

### Séries télévisées
- 2010 - 2014 : Family Game Night
- 2010 - 2011 : Pictureka!
- 2010 : Journey to Fearless
- 2010 - 2011 : Hubworld
- 2011 - 2012 : The Game of Life
- 2011 - 2012 : Scrabble Showdown
- 2011 - 2012 : Cluedo, nouvelle génération
- 2015 - 2016 : Monopoly Millionaires' Club
- 2019 : Power Rangers: Beast Morphers

### Séries d'animation
- 2010 - 2019 : My Little Pony : Les amies, c'est magique
- 2010 - 2013 : Les Puppies : L'agence canine
- 2010 - 2012 : Les Aventures de Chuck et ses amis
- 2010 - 2011 : G.I. Joe: Renegades
- 2010 - 2013 : Transformers: Prime
- 2012 - 2016 : Transformers Rescue Bot
- 2012 - 2013 : Kaijudo
- 2012 - 2016 : Littlest Pet Shop
- 2015 - 2017 : Transformers Robots in Disguise : Mission secrète
- 2015 - 2017 : Blazing Team: Masters of Yo-Kwon-Do
- 2015 : Furby Boom TV series
- 2016 : Transformers: Combiner Wars
- 2017 : Hanazuki: Full of Treasures
- 2017 - 2018 : Transformers: Titans Return
- 2017 - 2018 Stretch Armstrong and the Flex Fighters
- 2017 - 2020 : Equestria Girls: Better Together
- 2018 - 2019 : Littlest Petshop : Un monde à nous !
- 2018 : Chomp Squad
- 2018 : Transformers: Power of the Primes